# Vulpia unilateralis
Vulpia unilateralis är en gräsart som först beskrevs av Carl von Linné, och fick sitt nu gällande namn av Clive Anthony Stace. Vulpia unilateralis ingår i släktet ekorrsvinglar, och familjen gräs. Inga underarter finns listade i Catalogue of Life.